# Bridge Inn (Topsham)

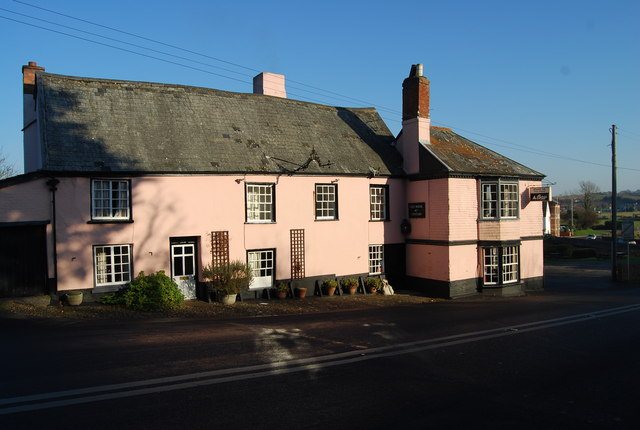
The Bridge Inn

The Bridge Inn ist ein Listed Building im Grade II und ein Pub am Bridge Hill in Topsham in der Grafschaft Devon, England. Als Siedlung wurde das an der Straße nach Clyst St George gelegene Gasthaus zwar bereits 1086 im Domesday Book erwähnt, doch der Großteil des heutigen Gebäudes wurde im 18. Jahrhundert aus Lehm und Stein gebaut; ein Anbau aus Backsteinen stammt aus dem 19. Jahrhundert. Queen Elizabeth II. besuchte das Gasthaus am 27. März 1998; es war ihr erster offizieller Besuch in einem Pub.

## Geschichte
Mindestens seit 1086 lebten Menschen an der Stelle, an der sich das Bridge Inn befindet; deswegen wird die Siedlung im Doomsday Book erwähnt. Teile des heute noch bestehenden Bauwerks stammen aus dem späten 16. Jahrhundert, doch der größte Teil des Anwesens wurde im 18. Jahrhundert aus Lehm und Stein gebaut; ein später im 19. Jahrhundert entstandener Anbau besteht allerdings aus Backsteinen. Das Dach ist durchgehend mit Schiefer gedeckt.
Im Innern des Bauwerkes befinden sich drei Gasträume, von denen einer als Hausbrauerei genutzt wird. Die Innenausstattung umfasst viele im 19. Jahrhundert angefertigte Beschläge und Ausstattungsteile. Das Bauwerk wurde am 11. November 1952 auf die Statutory List of Buildings of Special Architectural or Historic Interest gesetzt. Die Innenausstattung wurde aufgenommen in das National Inventory of Historic Pub Interiors der Campaign for Real Ale.
Das Bridge Inn ist mindestens seit 1797 ein Gasthaus; damals gehörten zwei weitere Bauten dazu: ein Kai am River Clyst und eine Salzsiede. Im 19. Jahrhundert fanden in der Gaststätte Ringerwettbewerbe statt, und bis 1900 wurden Rinder an der Stelle gehandelt.
Königin Elizabeth II. besuchte das Bridge Inn 1998; es war ihr erster offizieller Besuch in einem Pub. Man schenkte ihr eine Kiste mit einer Erinnerungsabfüllung Ale, worüber sie sagte, dass es ihrem Mann, Philip, Duke of Edinburgh, schmecken würde. Das Gasthaus befindet sich seit 1897 im Besitz derselben Familie.

## Belege
1. 1 2 3  David Cornforth: Exeter Pubs. Amberley Publishing Limited, 2014, ISBN 978-1-4456-4110-2, Part IV: Topsham Pubs (englisch, google.de).
2. ↑  Bridge Inn, Topsham [1306502]. In: National Heritage List for England. Historic England, abgerufen am 19. August 2014 (englisch).
3. ↑  Geoff Brandwood: Britain’s best real heritage pubs. CAMRA, St. Albans 2013, ISBN 978-1-85249-304-2, S. 34 (englisch).
4. ↑  Adrian Tierney-Jones:  Devon Pub Guide: The Bridge Inn, Topsham near Exeter, 1. August 2008. Abgerufen am 29. August 2016 (englisch).
5. 1 2   Royal first as Queen goes to the pub In: The Independent, 28. März 1998. Abgerufen am 29. August 2016 (englisch).

Koordinaten: 50° 41′ 4,5″ N, 3° 27′ 34,7″ W